# 平戸航太
平戸 航太（ひらど こうた、1987年7月1日 - ）は、日本の政治家。国民民主党所属の参議院議員（1期）。

## 来歴
2000年3月に伊王島町立伊王島小学校、2003年3月に海星中学校、2006年3月に長崎県立長崎東高等学校を卒業。2010年3月に九州大学工学部機械航空工学科を卒業し、2012年3月に九州大学大学院工学府機械工学専攻修士課程修了。
同年4月に日立製作所に入社し設計者として勤務した。
2023年6月にこくみん政治塾へ入塾し、2023年10月に国民民主党千葉県第7区総支部総支部長に就任。2024年10月の第50回衆議院議員総選挙では51,749票（得票率33.94％）を獲得したが、国民民主党から立候補した4人のうち3人が比例南関東ブロックで比例復活したものの、平戸は惜敗率が62.65%と4人の中で最低であったため落選。
2025年7月の第27回参議院議員通常選挙では比例区で立候補し、電機連合特別中央執行委員として電機連合の支援を受け、党内6位となる92,137票を獲得して当選した。電機連合は当初組織内候補擁立の見送りも検討していたが、国民民主党が前年の衆院選で支持を伸ばしたため、2025年1月に組織内候補として平戸を擁立することを決定していた。

## 人物
- 妻と2人の子供がいる[1]。
- 海星中学校時代にサッカー部に在籍し、全国大会に出場[1][2]。
- 母親を癌で亡くしたこともあり、日立製作所では粒子線治療装置の構造設計に携わった[2]。

## 選挙歴
| 当落 | 選挙                     | 執行日         | 年齢 | 選挙区       | 政党       | 得票数    | 得票率 | 定数 | 得票順位 /候補者数 | 政党内比例順位 /政党当選者数 |
| ---- | ------------------------ | -------------- | ---- | ------------ | ---------- | --------- | ------ | ---- | ------------------ | ---------------------------- |
| 落   | 第50回衆議院議員総選挙   | 2024年10月27日 | 37   | 千葉県第7区  | 国民民主党 | 5万1749票 | 33.94% | 1    | 2/3                | 4/3                          |
| 当   | 第27回参議院議員通常選挙 | 2025年07月20日 | 38   | 参議院比例区 | 国民民主党 | 9万2137票 | ーー   | 50   | 6/19               | 6/7                          |